# Taxodium distichum
Pour les articles homonymes, voir Cyprès (homonymie).
Espèce
Classification phylogénétique
Statut de conservation UICN

 LC  : Préoccupation mineure
Le cyprès chauve ou cyprès de Louisiane, taxaudier, taxodier (Taxodium distichum) et cipre en français de Louisiane, est une espèce d'arbres, classiquement de la famille des Taxodiaceae mais désormais classé dans celle des Cupressaceae, originaire du sud-est des États-Unis. C'est une espèce remarquable par son adaptation aux milieux humides.

## Description
|  |
|  |
|  |

### Appareil végétatif

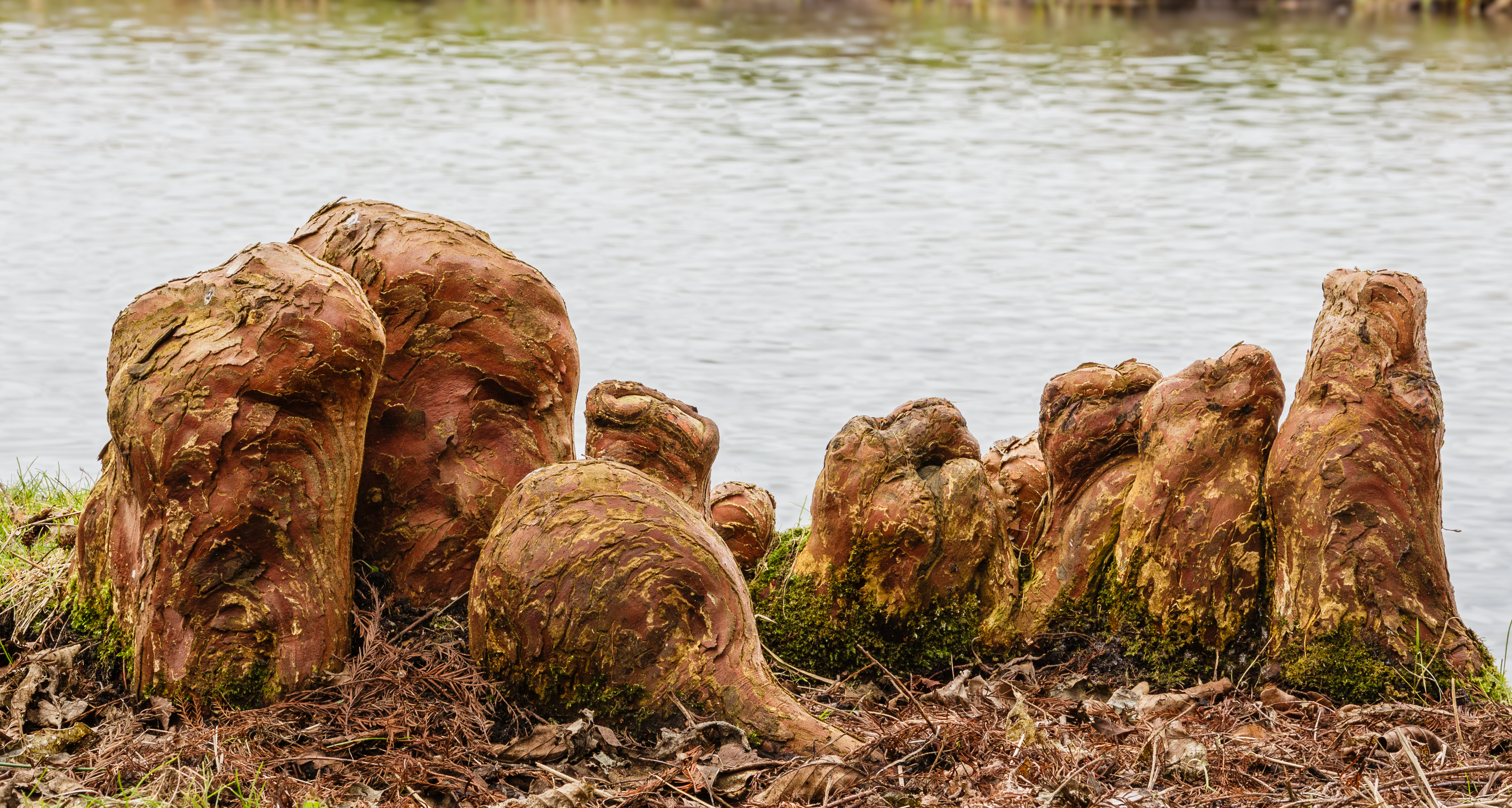
Pneumatophores de Taxodium distichum, atteignant 80 cm de haut, dans le De Famberhorst aux Pays-Bas (février 2023).

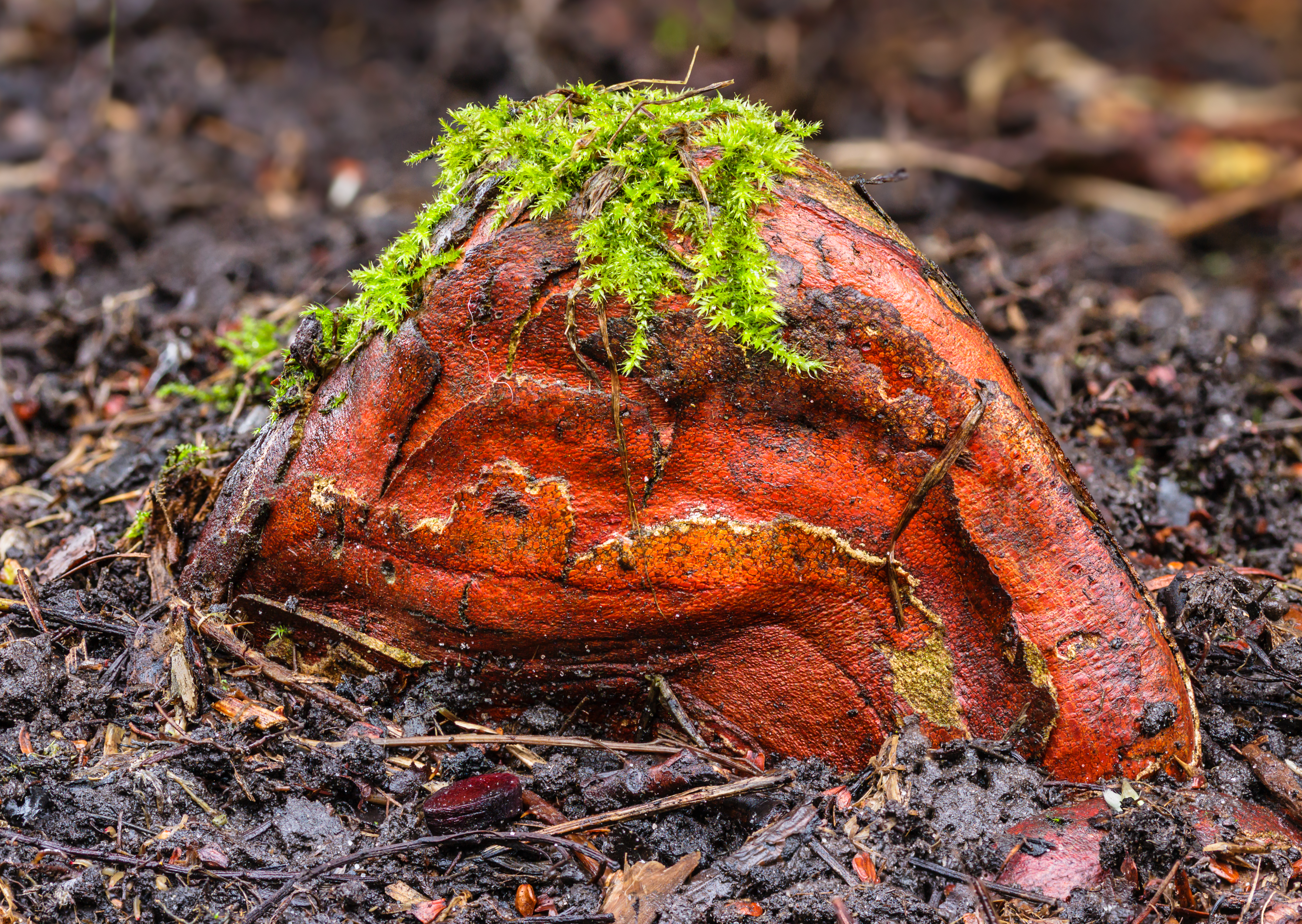
Jeune racine.

Le cyprès chauve est un grand arbre pouvant atteindre 30 à 50 mètres de haut pour un diamètre de tronc de 2 mètres. L'arbre vit de 300 à 500 ans.
Le feuillage léger, gracieux et souple est formé de feuilles claires, aplaties et aciculaires, disposées en spirales sur les rameaux mais tordues à leur base, ce qui les fait paraître disposées en deux rangs aplatis. Elles sont caduques, tombant à la mauvaise saison. Elles développent alors des couleurs orangées remarquables comme sur les photos ci-dessous.
Les cyprès chauves vivant dans les marais se distinguent par la croissance de racines aériennes particulières, les pneumatophores. Ces organes lignifiés, qui peuvent atteindre 1,7 m de haut, émergent du sol ou de l'eau tout autour du tronc. Leur fonction semble être double. D'une part, ils assurent la fourniture en dioxygène du système racinaire immergé qui risquerait sans cela l'anoxie ; d'autre part ils permettent une meilleure stabilisation et un meilleur ancrage de l'arbre dans le sol très souvent imbibé d'eau.

### Appareil reproducteur
Cette espèce est monoïque : cônes mâles et cônes femelles sont distincts, mais présents sur un même individu.
Les cônes mâles sont regroupés sur de courts rameaux pendants. Ils sont beaucoup plus petits que les cônes femelles.
Les cônes femelles immatures, verts, tournent au gris brun à maturité. Ils sont de forme globuleuse et mesurent de 2 à 3,5 cm de diamètre[réf. nécessaire]. Ils se désagrègent une fois tombés sur le sol. Ils sont composés de 10 à 15 écailles abritant chacune une à deux graines[réf. nécessaire]. Le cône femelle mûrit l'année de la fécondation.
Les graines sont les plus grandes (de 5 à 10 mm de long) rencontrées dans la famille des Cupressacées[réf. nécessaire], et sont dispersées dans l'eau.

## Répartition et habitat

### États-Unis
Le cyprès chauve, qui est l'arbre-emblème de l'État de Louisiane, est originaire du quart sud-est des États-Unis. On le considère souvent aux États-Unis comme le symbole des marais du sud. On le retrouve en Floride, Caroline du Sud, en Caroline du Nord, en Illinois, dans le Mississippi, en Louisiane et au Texas. L'arbre apprécie l'ensoleillement et les terrains détrempés, marécageux ou régulièrement inondés. On le retrouve de ce fait le long des grands fleuves (Mississippi) où il pousse à l'écart d'autres espèces d'arbres... Ses peuplements sont appelés ciprières en français de Louisiane. Sur les terrains plus secs, il est accompagné du Chêne des Marais.

### Europe
L'arbre est introduit en Europe en 1637, de même que le Platane d'Occident, par John Tradescant le Jeune au retour de son premier voyage en Virginie.

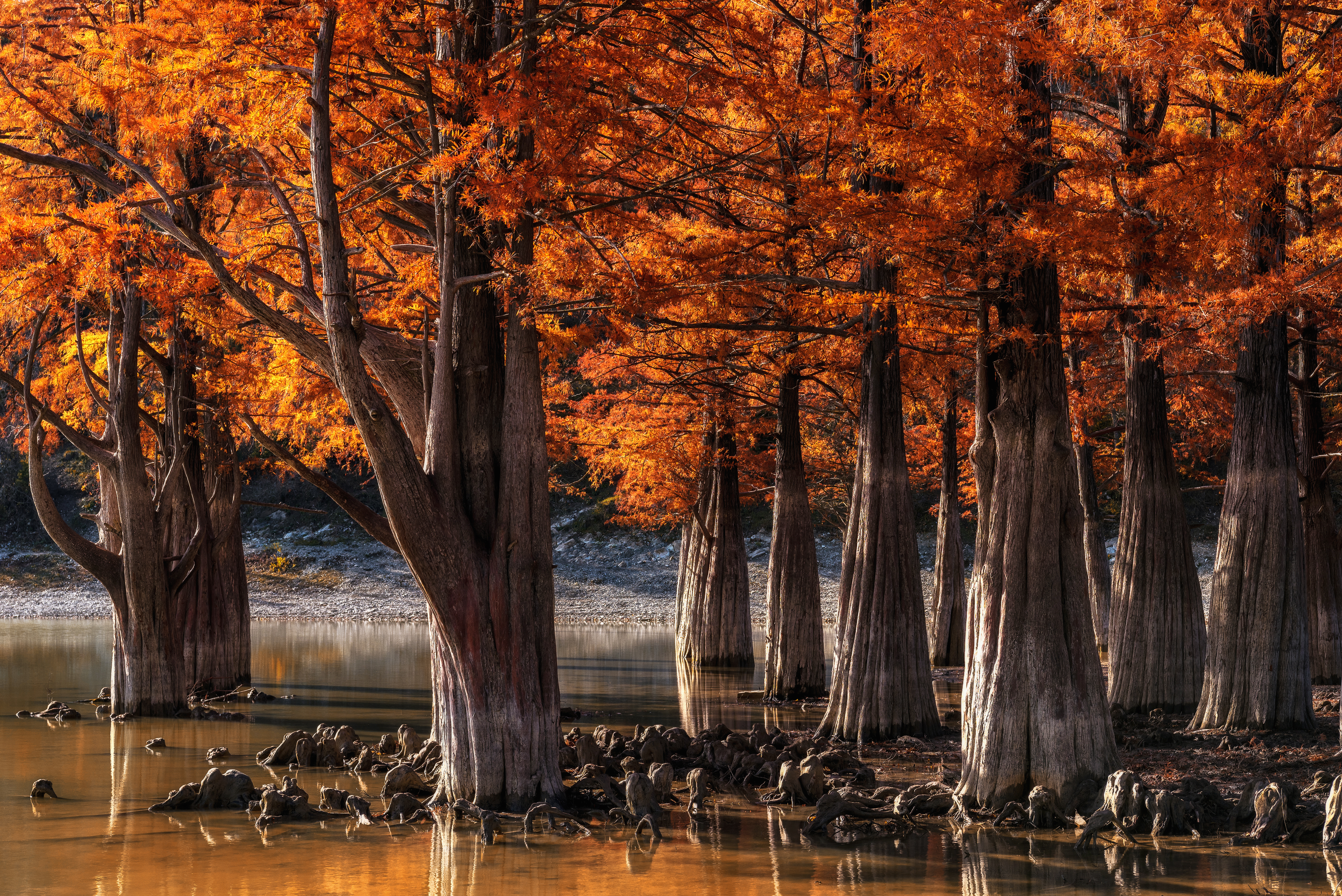
Cyprès chauves près de Sukko dans le kraï de Krasnodar (Russie).
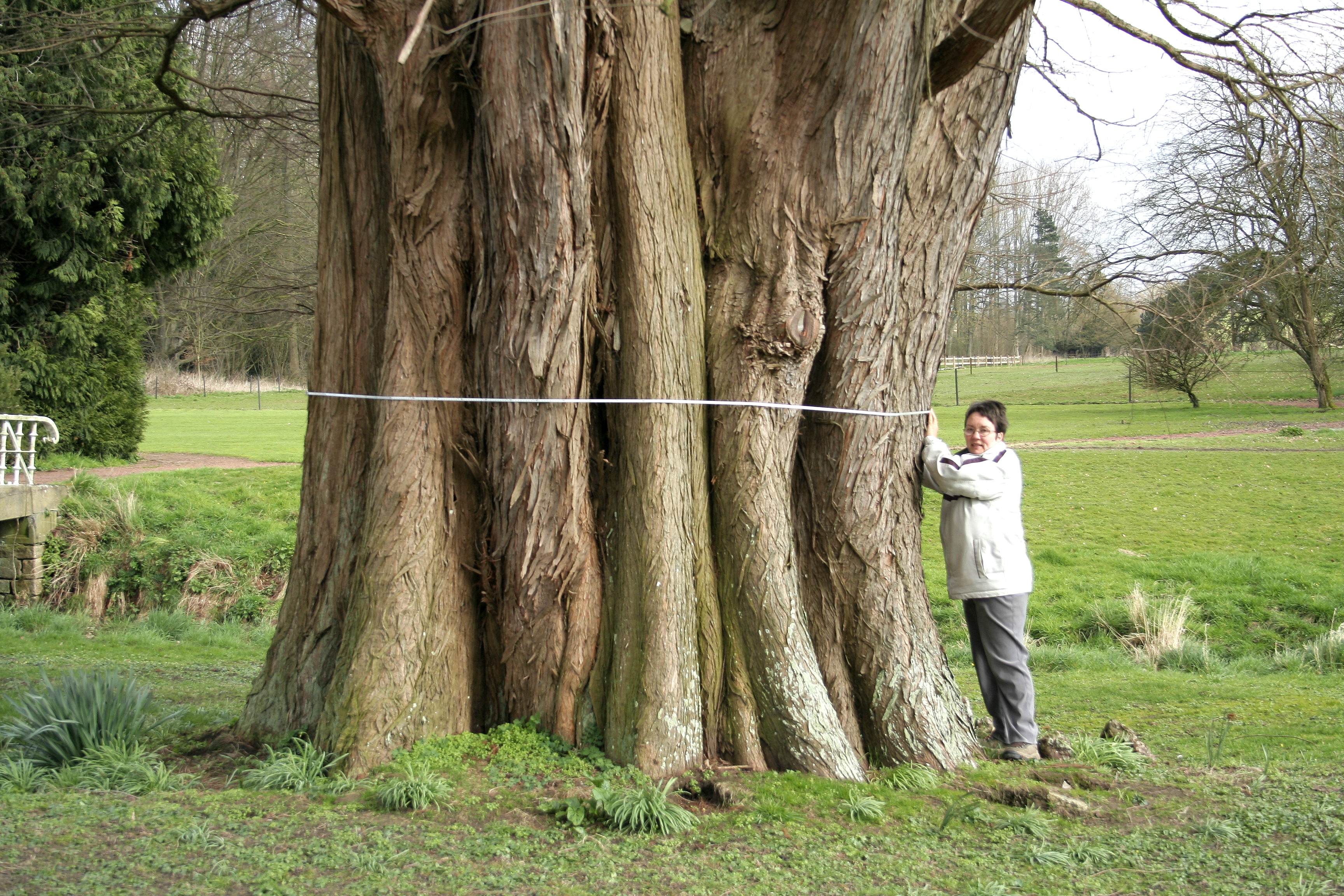
Le tronc d'un cyprès chauve remarquable à Harveng (Belgique).
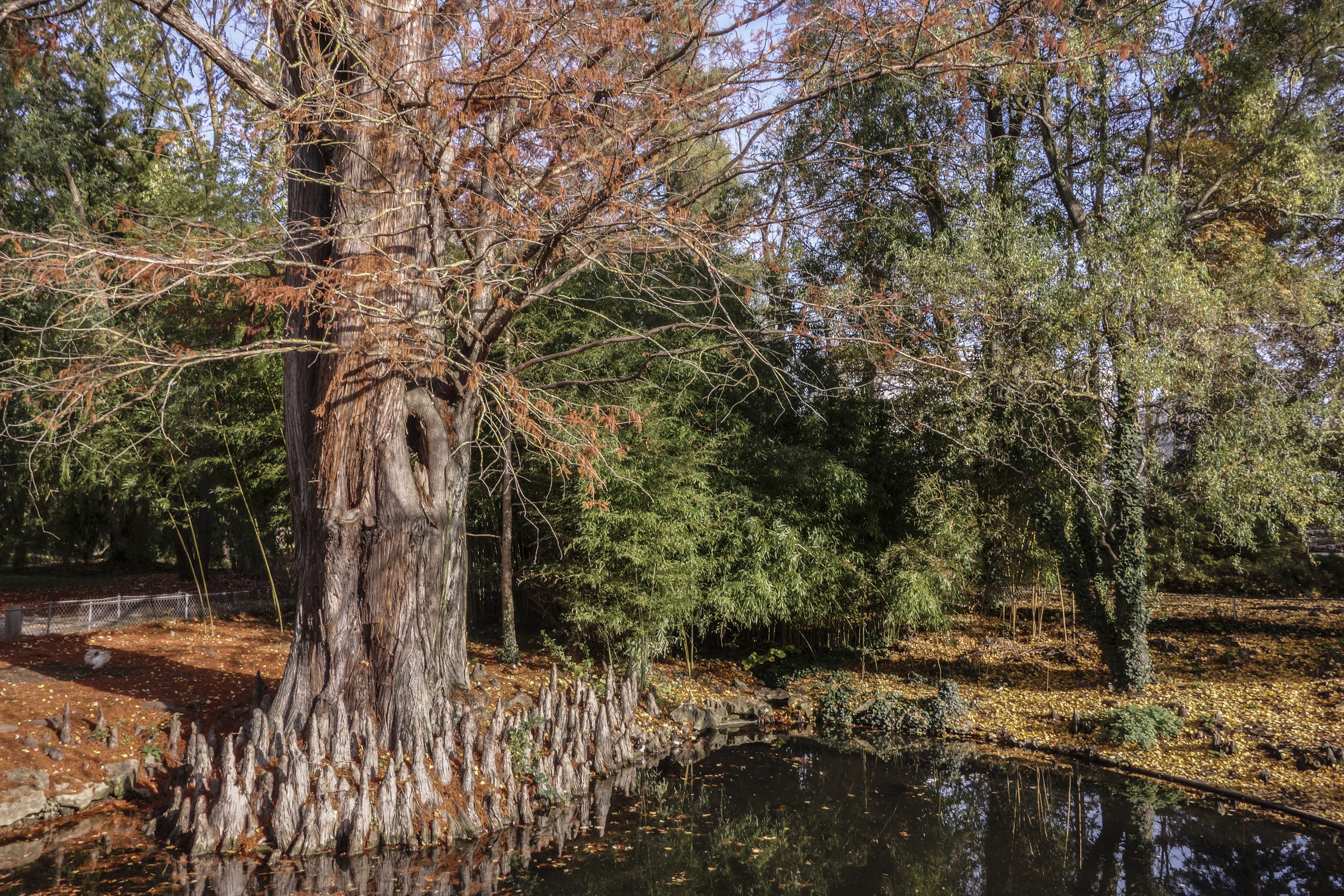
Cyprès chauve du Jardin botanique de Metz

### Belgique
Une longue et double allée de cyprès chauves est visible à Court-Saint-Etienne en bord de route, dans la propriété de la famille Goblet.

### France
On peut en admirer :
- Auvergne-Rhône-Alpes :

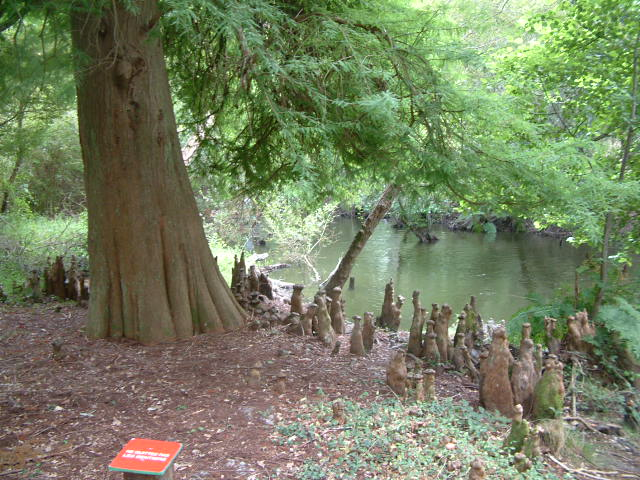
Cyprès chauve sur le bord du Courant d'Huchet, dans les Landes.

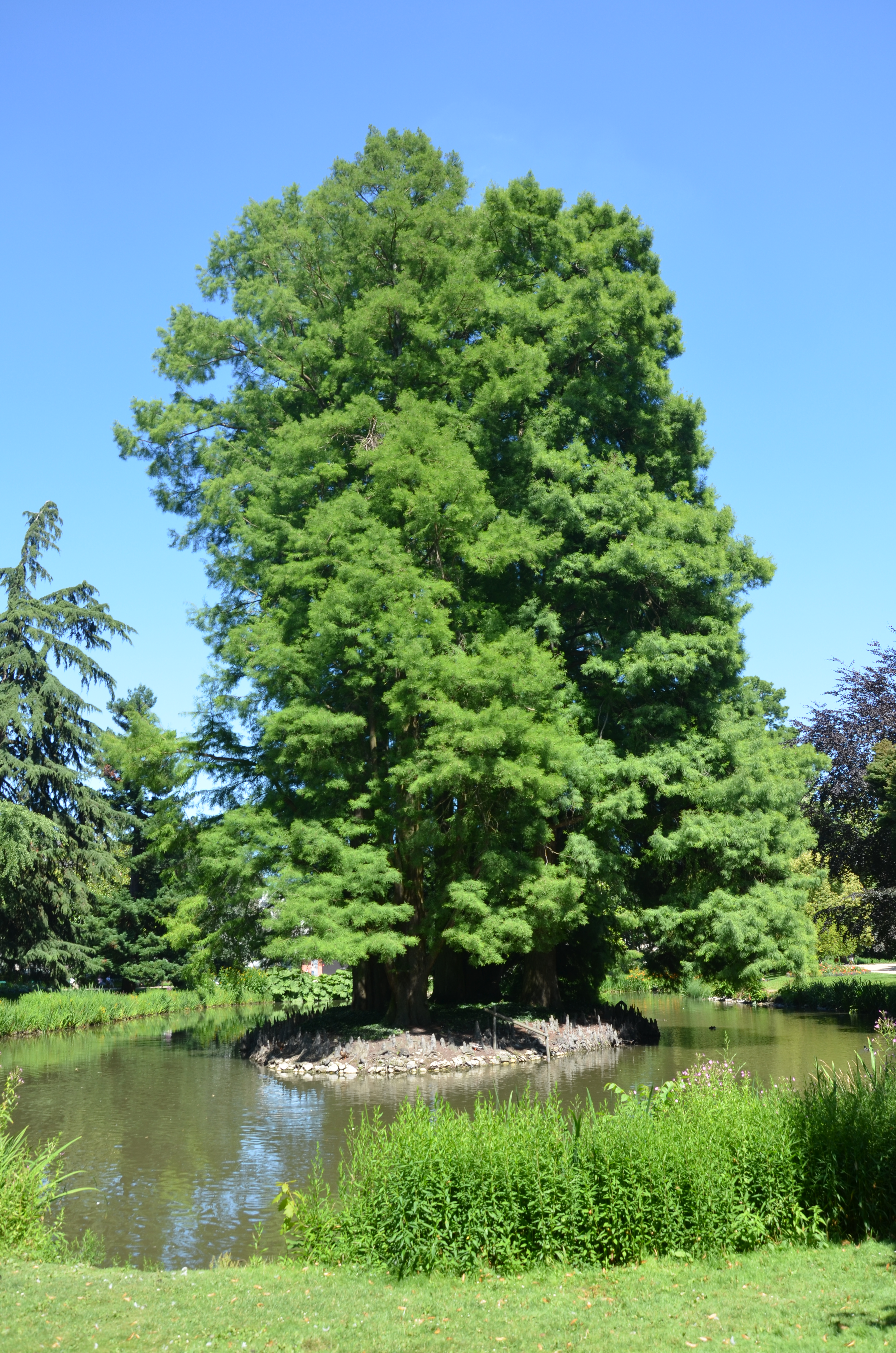
Groupe de cyprès chauves au Jardin des Prébendes d'Oé de Tours (label « arbres remarquables »).

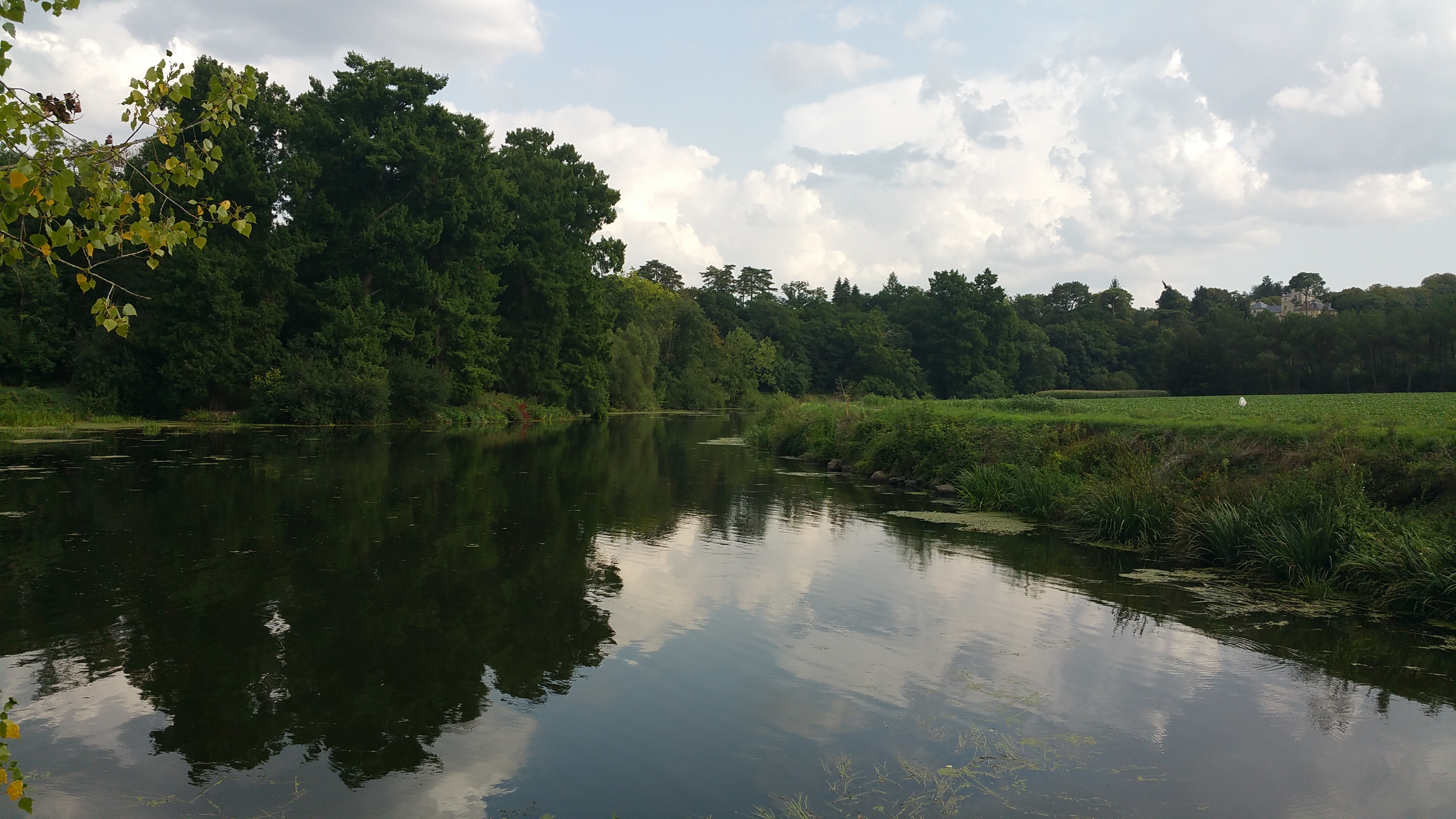
La Courbe - Cyprès chauve au pied du fleuve La Vilaine.

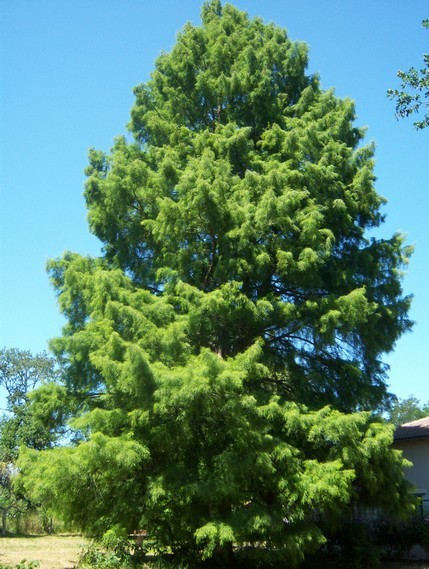
Cazalis - Cyprès chauve.

  - Plusieurs spécimens dans le parc du château d'Auzon en Haute-Loire plantés au bord de la rivière l'Ozon et fausse rivière anglaise vers 1840. Ils atteignent plus de 32 m de haut et 4,2 m de circonférence ;
  - Plusieurs dizaines dans un étang à Saint-Baudille-de-la-Tour (Isle-Crémieu) en Isère à proximité de la cascade de la Roche et non loin de la ViaRhôna ;
  - Un ensemble dans le parc de la Tête d'or de Lyon dans le département du Rhône ;
  - dans l’arboretum de Balaine (commune de Villeneuve-sur-Allier, Allier).
- Bourgogne-Franche-Comté :
  - Un spécimen remarquable, planté au début du XXe siècle, au sein de l'Arboretum de Pézanin en Saône-et-Loire (sud de la Bourgogne).
- Bretagne :
  - Plusieurs spécimens dans le parc Oberthür à Rennes, dont le plus grand mesure 28 mètres de haut et a été planté dans la 2e moitié du XIXe siècle ;
  - Un ensemble de cyprès chauves au lieu-dit La Courbe à Bourg-des-Comptes en Ille-et-Vilaine.
- Centre-Val de Loire :
  - Plusieurs spécimens au jardin des Prébendes D'Oé, à Tours en Indre-et-Loire ;
  - Un spécimen à l'arboretum des prés des Culands, conservatoire national d'Ilex à Meung-sur-Loire dans le Loiret ;
  - Un ensemble de six cyprès chauves plantés en 1891, dans le parc du château de la Motte à Saint-Cyr-en-Val (Loiret) ;
  - Deux spécimens au bord de l'étang du château de Charbonnière, à Saint-Jean-de-Braye (Loiret) ;
  - Un spécimen de 4,60 m de circonférence au bord de l'étang de l'ancien château de La Salle, à Boigny-sur-Bionne (Loiret) ;
  - Plusieurs spécimens le long des douves du château de Sully-sur-Loire (Loiret).
- Grand Est :
  - Plusieurs grands spécimens au parc Lebocey à Pont-Sainte-Marie dans l'Aube ;
  - un spécimen dans le parc du château d’Étoges ;
  - Un spécimen dans le Jardin botanique de Metz (Moselle).
- Île-de-France : 
  - Un ensemble au bord et sur une île des plans d'eau du parc du château de Chamarande (domaine départemental de l'Essonne, ouvert au public, en bordure de la Juine) ;
  - Un spécimen planté en 1862 dans le bois de Boulogne sur la rive est du lac Inférieur, il mesurait 35 mètres de haut et 3,50 mètres de circonférence en 2011 ;
  - Deux dans l'arboretum de Châtenay-Malabry (Hauts-de-Seine), l'un avec ses pneumatophores car il pousse près d'un lac, l'autre sans pneumatophores car il est au sec ;
  - Un spécimen dans le parc Cadet-de-Vaux de Franconville (Val-d'Oise) ;
  - Deux spécimens dans le parc du château du Saussay et un spécimen dans le parc de l'étang des hirondelles à Ballancourt sur Essonne (Essonne) ;
  - Un cyprès chauve se trouve dans le Jardin des plantes de Paris ;
  - Un spécimen se trouve dans le parc du château de la Bûcherie[3] à Saint-Cyr-en-Arthies dans le Val d'Oise.
- Nouvelle-Aquitaine :
  - Un ensemble d'une douzaine de cyprès chauves ont été plantés au bord du Né, à Merpins en Charente[réf. souhaitée] ;
  - Six dans le parc paysager du château Siaurac à Néac en Gironde, aménagement de la fin XIXe siècle par l'architecte Louis-Bernard Fischer, paysagiste ;
  - Trois imposants dans le parc de l'Épinette à Libourne en Gironde ;
  - Un spécimen dans le parc Victor-Thuillat de Limoges en Haute-Vienne ;
  - Quelques spécimens le long du courant d'Huchet (Landes), accessibles à pied ou en barque ;
  - Un ensemble important planté sur les rives du lac de Soustons (Landes) ;
  - Quelques spécimens dans le Jardin public et au bord du lac de Bordeaux-Lac (Gironde) ;
  - Un spécimen à Cazalis (Gironde), au lieu-dit Mercier, planté à la fin des années 1970, a perdu sa tête à la suite de la tempête de 1999.[réf. souhaitée]
- Occitanie :
  - Quelques cyprès chauves poussent près de la cascade du Lez (rive droite) dans la réserve botanique du Lunaret, à Montpellier ;
  - Plusieurs spécimens peuvent être observés au jardin des plantes de Toulouse ;
  - Deux spécimens de belle taille sont présents à proximité du bassin de captation des eaux de pluie, du CFPPA de Fonlabour à Albi dans le Tarn ;
  - Plusieurs arbres se trouvent dans le parc du Conseil Départemental d'Auch, en bordure de l'étang ;
  - Deux spécimens à Montauban de grandes envergures. Un proche de la gare et du Canal et l'autre au niveau du jardin des plantes.
- Pays de la Loire
  - Plusieurs spécimens peuvent être observés le long de l'Erdre sur la commune de la Chapelle-sur-Erdre[4] ;
  - Deux spécimens le long du Havre sur la commune d'Oudon[5].
- Provence-Alpes-Côte d'Azur :
  - Plusieurs spécimens à l'étang de Fontmerle à Mougins dans les Alpes-Maritimes ;
  - Un spécimen datant des années 1930 dans le site archéologique de Vaison-la-Romaine en Vaucluse ;
  - Un des plus anciens arbres de la ville de Toulon, bouturé en 1797 par Gaspard Nicolas Robert, botaniste du jardin botanique de la marine : situé en bordure du jardin Alexandre Ier, il a été décapité durant une tempête au début des années 2010 ;
  - Plusieurs spécimens au Jardin de Gaston à Saint-Martin-de-Crau dans les Bouches-du-Rhône ;
  - Quatre vieux spécimens à La Londe-les-Maures dans le Var sur le site des Bormettes ;
  - Plusieurs spécimens dans le Parc Borély à Marseille.